# Amintinus gardneri
Amintinus gardneri is een keversoort uit de familie boorkevers (Bostrichidae). De wetenschappelijke naam van de soort is voor het eerst geldig gepubliceerd in 1959 door Vrydagh.